# خاکستر (فیلم ۱۹۶۵)
خاکستر (لهستانی: Popioły) فیلمی در ژانر درام به کارگردانی آندری وایدا است که در سال ۱۹۶۵ منتشر شد و در جشنواره فیلم کن ۱۹۶۶ به نمایش درآمد.
از بازیگران آن می‌توان به دانیل اولبریخسکی، بئاتا تیشکیه‌ویچ، زبیگنیف ساوان، یانوش زاکژینسکی، یوزف دوریاش و استانیسواف میکولسکی اشاره کرد.